# Myriam Ghekap Wafo
Myriam Ghekap Wafo, née le 10 juin 1994 à Yaoundé, est une haltérophile camerounaise.

## Carrière
Myriam Ghekap Wafoa est médaillée d'argent à l'arraché et au total et médaillée de bronze à l'épaulé-jeté dans la catégorie des moins de 58 kg aux championnats d'Afrique 2012 à Nairobi. 